# A-1,4-glukan-protein sintaza (UDP-formiranje)
A-1,4-glukan-protein sintaza (UDP-formiranje) (EC 2.4.1.112, UDP-glukoza:protein glukoziltransferaza, glikogen inicijator sintaza, UDPGlc:protein transglukozilaza, UPTG, uridin difosfoglukoza protein transglukozilaza I, proglikogen sintaza, uridin difosfoglukoza-protein 4-alfa-glukoziltransferaza, uridin difosfoglukoza-protein glukoziltransferaza, UDP-glukoza protein transglukozilaza, UDP-glukoza-protein glukoziltransferaza, uridin difosfat glukoza-protein transglukozilaza I) je enzim sa sistematskim imenom UDP-glukoza:protein 4-alfa-glukoziltransferaza. Ovaj enzim katalizuje sledeću hemijsku reakciju
UDP-glukoza + protein {\displaystyle \rightleftharpoons } UDP + alfa-D-glukozil-protein
Ova enzim gradi alfa-1,4-glukanske lance kovalentno vezane za proteina, te deluje kao inicijator glikogenske sinteze.

## Literatura
- Nicholas C. Price; Lewis Stevens (1999). Fundamentals of Enzymology: The Cell and Molecular Biology of Catalytic Proteins (Third изд.). USA: Oxford University Press. ISBN 019850229X.
- Eric J. Toone (2006). Advances in Enzymology and Related Areas of Molecular Biology, Protein Evolution (Volume 75 изд.). Wiley-Interscience. ISBN 0471205036.
- Branden C; Tooze J. Introduction to Protein Structure. New York, NY: Garland Publishing. ISBN 0-8153-2305-0.
- Irwin H. Segel. Enzyme Kinetics: Behavior and Analysis of Rapid Equilibrium and Steady-State Enzyme Systems (Book 44 изд.). Wiley Classics Library. ISBN 0471303097.

## Spoljašnje veze
- Alpha-1,4-glucan-protein+synthase+(UDP-forming) на 